# Johann Pittner

Johann Pittner (1940)

Johann Pittner (* 17. Dezember 1887 in Wien; † 16. September 1956 ebenda) war ein österreichischer Flugpionier und Konstrukteur, Schriftsteller und Präsident des Österreichischen Flugtechnischen Vereins. Zu seinen wissenschaftlichen Schwerpunkten zählen der Luftverkehr und die Verkehrswirtschaftslehre.

## Leben
Johann Pittner, Sohn des Großfuhrwerksbesitzers und Transportunternehmers Karl Pittner und seiner Gattin Maria, geborene Zawadil, studierte Maschinenbau an der Technischen Hochschule und Philosophie an der Universität Wien. Nach Unterbrechung seiner Studien wechselte er zu den naturwissenschaftlichen Fächern Verkehrsgeografie, Wirtschaftsgeografie, Meteorologie und Geologie mit dem Spezialfach Verkehrswissenschaften. Dieses schloss er mit dem Doktorat an der Technischen Hochschule in Stuttgart. Seit dieser Zeit stand er in engster Verbindung mit Carl Pirath dem bedeutendsten Verkehrswissenschaftler von internationalem Rang.
In den ersten Jahren seiner Hochschulzeit kam Johann Pittner mit den Anfängen der Flugtechnik dem österreichischen Pionier der Flugtechnik Wilhelm Kress in engere Verbindung und wurde dessen Mitarbeiter bis zu seinem Tode.
Johann Pittner wurde zum Herausgeber gesamten schriftlichen Nachlasses von Kress bestimmt. Aus diesem Nachlass und mit Zustimmung seiner Witwe wurden die wertvollsten Modelle über Ansuchen an das Technische Museum in Wien und München übergeben.

### Tätigkeiten
Johann Pittner war aktiv an der Entwicklung und den Arbeiten der Flugtechnik in der Pionierzeit beteiligt. Es war der Kreis neben Wilhelm Kress, Franz Wels und Adolf Warchalowski, mit dem er 1910 den ersten Flug unternahm. Um dieselbe Zeit unternahm er praktische Versuche im motorlosen Flug (Gleit- und Segelflug) am Semmering mit einem selbst umgebauten Flugzeug.
1909 erfolgte seine erste Veröffentlichung in der Zeitschrift Flug- und Motorsport des Österreichischen Flugtechnischen Vereins und in Tageszeitungen. Johann Pittner wurde später Mitglied des Redaktionsausschusses und erhielt bei einer Lesestückausschreibung des Unterrichtsministeriums für Schulen den ersten Preis und veröffentlichte die ersten Teile der Kress-Biografie.
Als Ausschussmitglied des Österreichischen Flugtechnischen Vereins und Mitglied verschiedener Arbeitskomitees nahm Johann Pittner Anteil an der Errichtung des Aeromechanischen Laboratoriums an der Technischen Hochschule Wien und an der Errichtung des Flughafens Aspern.
Während des Ersten Weltkrieges wurden wissenschaftliche Studienarbeiten besonders über die biologische Flugfunktion bei Insekten und über die Anwendung des Rückstoßantriebes (Düsenantrieb) für Flugzeuge durchgeführt.
Mit dem Zusammenbruch 1918 wurden alle diese Arbeiten zunichtegemacht und durch die folgende Inflation verlor seine Familie das Vermögen.
Ab 1923 arbeitete er als geschäftsführender Vizepräsident des Österreichischen Flugtechnischen Vereins an der Wiederaufrichtung der Österreichischen Luftfahrt und gründete die Zeitschrift Flugzeug und Yacht, später die Zeitschrift Flug. Als Organ aller Flugorganisationen mit den offiziellen Mitteilungen des Bundesministeriums für Handel und Verkehr (Luftamt), die er von 1923 bis 1934 als Herausgeber und Hauptschriftleiter führte und ab 1925 die wissenschaftliche Korrespondenz Internationaler Presse Courier.
Im Jahr 1927 wurde Johann Pittner Präsident des Österreichischen Flugtechnischen Vereins.
1929/30 leitete er die von der Niederösterreichischen Landesregierung im Zusammenwirken mit der Handelskammer veranstalteten Sonderkurse für Flugzeugbau und die Entwicklung des Segelfluges (Bau von 14 Segelflugzeugen im Österreichischen Flugtechnischen Verein).
1932 wurde Johann Pittner Mitglied des Kuratoriums der Wirtschaftlichkeit der Handelskammer – Ausschuss: Rationalisierung im Verkehr und Unterausschuss: Kooperation im Verkehr unter Gen. Dir. Ing. Sedlak und übernahm das Referat Luftverkehr im Rahmen des gesamten Verkehrswesen.
Ab dieser Zeit beschäftigte er sich hauptsächlich mit Arbeiten auf dem Gebiet der Verkehrswissenschaft, besonders der wirtschaftlichen Gestaltung des Verkehrs und der Verkehrserschließung.
Nach dem Ende des Zweiten Weltkrieges versuchte er durch Zusammenarbeit der einzelnen Staaten einen Flugverkehr ins Leben zu rufen, aber die bewegte Zeit, wie auch die wirtschaftlichen Verhältnisse waren hierfür nicht geeignet.

## Zeitschriften und Publikationen
- Flug und Motortechnik, 1909
- Neues Wiener Tagblatt, 1912
- Grazer Tagespost, 1912
- Deutsches Volksblatt, Wien, Prager Union
- Österreichische Flugzeitschrift, 1912–1918
- Österreichischer Motor – Der Flug, 1918 bis 1920,
- Flug, 1920 bis 1921, 1927 bis 1934
- Flug und Yacht, 1923 bis 1927
- Internationale Presse Courier, 1925 bis 1950
- Festschrift L’Ala d’Italia, 1933
- Erschließung nordischer Wirtschaftsräume mit Hilfe der Luftfahrt, 1939/1940
- Die Luftfahrt in polaren Zonen, 1941
- Österreichischer Volkswirt, 1950 bis 1951
- Die Industrie, 1950 bis 1951